# 双山街道 (青岛市)
双山街道是中国山东省青岛市市北区下辖的一个街道。1995年12月，双山街道并入河西街道合署办公；2018年1月，双山街道恢复设置。

## 行政区划
双山街道下辖大山社区、保儿社区、双山社区。